# Takatsukasa Kanehira
Takatsukasa Kanehira (鷹司兼平, [[[1228]] - 1294] Erro: {{japonês}}: texto da transliteração contém caractere não latino (pos 19) (ajuda)), foi um nobre do período Kamakura da História do Japão. Foi o fundador do Ramo Takatsukasa  (do clã Fujiwara).

## Vida e carreira
Kanehira foi o sexto filho de Konoe Iezane.
Em 1238 foi nomeado Chūnagon. Foi nomeado Naidaijin em 1241 e promovido a Udaijin em 1244, em seguida, a Sadaijin em 1246. 
Em 1252, assumiu a liderança do clã Fujiwara, foi designado como Sesshō (regente) do Imperador Go-Fukakusa e, em seguida, também assumiu o cargo de Daijō Daijin, que manteria até 1253 quando renunciou. Ele ocupou o cargo de Sesshō até 1254, quando após a maioridade do imperador se tornou   Kanpaku até a morte do imperador em 1259. Após a ascensão ao trono do Imperador Kameyama, Kanehira manteve seu status de Kanpaku até 1261 quando renunciou.
Em seguida, em 1275 Kanehira volta a ser o líder do clã Fujiwara e foi novamente Sesshō, desta fez do Imperador Go-Uda. Em 1276 é nomeado novamente Daijō Daijin. Em 1278 com a maioridade de Go-Udadeixa de ser Sesshō e torna-se Kanpaku até 1287 quando renuncia.
Em 1289 ele foi designado para o Nairan (inspeção de documentos emitidos pelo imperador). Em 1290 se aposenta da Corte, tornando-se monge budista  passando a se chamar  'Kakuri (覚理). Passando a viver no monastério até falecer em 1294.
Kanehira escreveu um jornal chamado Shonen-in Kanpaku-ki (Kanehira-Koki) (称念院関白記(兼平公記)), e quatro de seus poemas foram incluídos na antologia poética  Nijūichidaishū (二十一代集). Teve vários filhos, entre os quais Takatsukasa Mototada e Takatsukasa Kanetada.
| Precedido por ninguém            | -- 1º Líder dos Takatsukasa Fujiwara (1243 -1294) | Sucedido por Takatsukasa Mototada |
| Precedido por Kazan'in Michimasa | 48º Daijō Daijin (1277)                           | Sucedido por Takatsukasa Mototada |
| Precedido por Koga Michiteru     | 46º Daijō Daijin (1252 -1253)                     | Sucedido por Tokudaiji Sanetomo   |
| Precedido por Ichijō Sanetsune   | 61º Sadaijin (1247 -1252)                         | Sucedido por Nijō Michinaga       |
| Precedido por Ichijō Sanetsune   | 100º Udaijin (1244 -1247)                         | Sucedido por Kujō Tadaie          |